# Såningsmannen (van Gogh)
Såningsmannen (nederländska: De zaaier) är en serie oljemålningar av den nederländske konstnären Vincent van Gogh.
Van Gogh var starkt influerad av den franske konstnären Jean-François Millet och kopierade flera av dennes verk. Lantarbetaren i van Goghs målning är en kopia av Millets Såningsmannen från 1850. Men till skillnad från realisten Millets dova och mörka färger utförde van Gogh sina verk i starkt lysande färger med tydliga kontraster och rikligt med målarfärg. Flera av målningar visar såningsmannen i kvällsljus vilket återspeglas i en av titlarna: Der Sämann bei Sonnenuntergang.   
Van Gogh gjorde redan 1881 teckningar och akvareller av Millets såningsman. En försvunnen målning utfördes 1883, men huvudverken målades 1888 under konstnärens tid i Arles i södra Frankrike. Till skillnad från Millets versioner målade van Gogh även det omkringliggande provençalska landskapet vilket framgår av en av titlarna: The Sower: Outskirts of Arles in the Background.
Vistelsen i Arles slutade abrupt med bråket med Paul Gauguin, efter vilken van Gogh rusade hemifrån, skar av sig en örsnibb och måste omhändertas. På egen begäran skrevs van Gogh i maj 1889 in på mentalsjukhuset i Saint-Rémy-de-Provence. Där tillkom de två sista målningarna som ligger mycket nära Millets original.      

## Målningarna i serien
Samtliga målningar är utförda med oljefärg på duk.
| Bild | Titel                                           | Tillkomst             | Storlek (cm) | Museum                         | Ort         | F    | JH   |
| ---- | ----------------------------------------------- | --------------------- | ------------ | ------------------------------ | ----------- | ---- | ---- |
|      | The Sower (studie)                              | augusti 1883          | 19 x 28      | försvunnen                     |             | 11   | 392  |
|      | De zaaier / The Sower                           | juni 1888             | 64,2 x 80,3  | Kröller-Müller Museum          | Otterlo     | 422  | 1470 |
|      | The Sower: Outskirts of Arles in the Background | september 1888        | 33,6 x 40    | Hammer Museum                  | Los Angeles | 575a | 1596 |
|      | Der Sämann                                      | oktober 1888          | 72 x 91,5    | Kunst Museum Winterthur        | Winterthur  | 494  | 1617 |
|      | Der Sämann bei Sonnenuntergang                  | november 1888         | 73 x 92      | Stiftung Sammlung E. G. Bührle | Zürich      | 450  | 1627 |
|      | De zaaier / The Sower                           | november 1888         | 32,5 x 40,3  | Van Gogh-museet                | Amsterdam   | 451  | 1629 |
|      | Såningsmannen (efter Millet)                    | oktober 1889          | 80.8 x 66    | privat ägo                     |             | 690  | 1837 |
|      | De zaaier / The Sower                           | oktober-november 1889 | 64 x 55      | Kröller-Müller Museum          | Otterlo     | 689  | 1836 |